# Косе но Маро
Косе но Маро (д/н — 7 лютого 717) — середньовічний японський державний та військовий діяч наприкінці періоду Асука. Один з перших відомих сьоґунів.

## Життєпис
Походив з аристократичного роду Косе з Ямато. Старший син Косе но Шітано, очільника Кьошіке (Поліційно-судового управління). Про дату народження нічого невідомо. У 693 році отримав від імператора Дзіто право на носіння забороненого кольорута титул мурадзі. Незабаром того ж року дістав посаду радника 4 класу. Втім підйом кар'єри Косе но Маро відбувся за імператора Момму.
У 705 році призначено міністром народних справ з молодшим четвертим рангом. 708 року стає Лівим головним контролером, якому підпорядковувалося Центральне міністерство, міністерства цивільних справ, церемоній і податків. Наприкінці року стає власником старшого четвертого рангу.
У 709 році у зв'язку з повстанням племен еміші на північному сході, небажанням їх коритися імператорський владі було вирішено влаштувати військовий похід. Косе но Маро було призначено чінджю сьоґун — «полководцем — Захисником Півночі». Іншим очільником походу став Саекі но Іваю, якого призначено чінтекі сьоґуном — «полководецем — завойовником варварів Заходу».
Косе но Маро на чолі флоту рушив уздовж тихоокеанського узбережжя, Саекі — по Внутрішньому Японському морю. Спочатку Косе не зміг повністю приборкати повсталих, внаслідок чого еміші захопили більшу частину провінцій Муцу і Етіґо. Зрештою вдалося приборкати повстання еміші, проте влада Японії залишалася тут непевною.
У 713 році надано молодший третій ранг, внаслідок чого увійшов до куґе (вищої знаті). 715 року призначено середнім державним радником. Помер у 717 році.